# 嬉野パーキングエリア
嬉野パーキングエリア（うれしのパーキングエリア）は、三重県松阪市にある伊勢自動車道のパーキングエリアである。

## 施設
上り線のパーキングエリアは、2013年（平成25年）4月26日にリニューアルオープンした。

### 上り線（名古屋・新名神方面）
- 駐車場
  - 大型13台[1]
  - 小型53台[1]
  - 車椅子用 小型1台[1]
- トイレ
  - 男性 大4[1]（和式1・洋式3）・小9[1]
  - 女性 13[1]（和式2・洋式11）
    - 同伴の男児用 1
    - 幼児用洋式トイレ2

  - 車椅子用 1[1]
- スナック（8:00 - 19:00）[1]
  - 郷土料理「伊勢うどん」を提供する[1]。
- ショッピング（8:00 - 19:00）[1]
- 自動販売機

### 下り線（伊勢・尾鷲方面）
- 駐車場
  - 大型13台[1]
  - 小型44台[1]
  - 車椅子用 小型1台[1]
- トイレ
  - 男性 大4[1]（和式1・洋式3）・小9[1]
  - 女性 13（和式2・洋式11）[1]
    - 同伴の男児用 1　
    - 幼児用洋式トイレ2

  - 車椅子用 1[1]
- 青空市場（8:00 - 15:00）[1]
- コンビニエンスストア「ファミリーマート」（24時間）[3]
- 自動販売機

## 隣
E23 伊勢自動車道
(37-1) 一志嬉野IC - 嬉野PA - (38) 松阪IC